# Odd Christian Eiking
Odd Christian Eiking (* 28. Dezember 1994 in Stord) ist ein norwegischer Radrennfahrer.

## Sportliche Laufbahn
Odd Christian Eiking wuchs auf Askøy bei Bergen auf und begann im Alter von zehn Jahren mit dem Radsport. Schon in jungen Jahren beschloss er, professioneller Radrennfahrer zu werden. 2013 beendete er die Tour de Berlin als Zehnter und wurde daraufhin von dem norwegischen Radteam Team Joker verpflichtet, das sich die Weiterentwicklung junger norwegischer Talente sich zum Ziel gesetzt hat.
In der Saison 2014 wurde er Gesamtzweiter des Giro della Valle d’Aosta. Im Jahr darauf gewann er die Nachwuchswertung der Tour of Norway und wurde norwegischer im Straßenrennen der Klasse U23. Beim Giro della Valle d’Aosta 2015 feierte er seinen ersten Etappensieg bei einem internationalen Rennen. Für die norwegische Nationalmannschaft bestritt er zweimal die Tour de l’Avenir und belegte dabei die Ränge 22 und 20.
2016 wechselte Eiking zum Team FDJ, gewann die Nachwuchswertung der Tour of Norway und belegte in der Gesamtwertung Rang vier.  Im selben Jahr gab er bei der Vuelta a España sein Grand-Tour-Debüt und belegte den 77. Gesamtrang. Im Jahr 2017 gewann er die Boucles de l’Aulne, ehe er im Jahr 2018 zum UCI Professional Continental Team Wanty-Groupe Gobert wechselte.
Bei seiner neuen Mannschaft entschied er 2018 eine Etappe der Tour de Wallonie für sich, ehe er 2019 eine Etappe und die Bergwertung der Arctic Race of Norway gewann. Zudem startete er bei der Tour de France 2019, bei der sein Team eine Wildcard erhalten hatte. In der Saison 2021 stieg die belgische Mannschaft unter ihrem neuen Namen Intermarché-Wanty-Goubert Mazrriaux zu einem UCI WorldTeam auf, wodurch Eiking bei der Vuelta a España 2021 starten konnte. Dort überraschte er, als er sieben Etappen lang das Führungstrikot trug und letztlich Rang elf in der Gesamtwertung belegte. Im selben Jahr belegte er in der Gesamtwertung des Arctic Race of Norway Rang zwei und wurde Siebter der Clásica San Sebastián 2021.
Im Jahr 2022 wechselte er zum US-amerikanischen Team EF Education-EasyPost und wurde er hinter Daniel Felipe Martínez Zweiter des Eintagesrennens Coppa Sabatini. Im Jahr 2024 folgte der wechsel zum norwegischen UCI ProTeam Uno-X Mobility.

## Erfolge
2015
- Norwegischer Meister – Straßenrennen (U23)
- Nachwuchswertung Tour of Norway
- eine Etappe Giro della Valle d’Aosta

2016
- Nachwuchswertung Tour of Norway
- Mannschaftszeitfahren La Méditerranéenne

2017
- Boucles de l’Aulne

2018
- eine Etappe Tour de Wallonie

2019
- eine Etappe und Bergwertung Arctic Race of Norway

## Grand-Tour-Platzierungen
| Grand Tour            | 2016 | 2017 | 2018 | 2019 | 2020 | 2021 | 2022 | 2023 | 2024 |
| --------------------- | ---- | ---- | ---- | ---- | ---- | ---- | ---- | ---- | ---- |
| Giro d’ItaliaGiro     | –    | –    | –    | –    | –    | –    | –    | –    | –    |
| Tour de FranceTour    | –    | –    | –    | 111  | –    | –    | –    | –    | 34   |
| Vuelta a EspañaVuelta | 77   | DNF  | –    | –    | –    | 11   | –    | –    |      |